# 和歌山県道162号海南港線
和歌山県道162号海南港線（わかやまけんどう162ごう かいなんこうせん）は、和歌山県海南市を通る一般県道である。

## 概要
海南港から海南市船尾に至る。
全線にかけて、道が狭い。さらに道の横に住宅が並んでるので生活道路として地元住民が利用している。沿線には海南市立黒江小学校があるため、車で通行する際は、通学生に要注意しなければならない道路でもある。

### 路線データ
- 起点：和歌山県海南市船尾（海南港前）
- 終点：和歌山県海南市船尾（国道42号交点、和歌山県道9号岩出海南線終点）
- 実延長：136 ｍ

## 歴史
本路線は、道路法（昭和27年法律第180号）第7条の規定に基づき、一般県道として1959年（昭和34年）に和歌山県が第1次認定した路線のひとつである。

### 年表
- 1959年（昭和34年）5月14日 - 和歌山県が一般県道として海南港線を認定[1]。

## 地理

### 通過する自治体
- 和歌山県
  - 海南市

### 交差する道路
| 交差する道路                     | 交差する場所 | 交差する場所 |
| -------------------------------- | ------------ | ------------ |
| 国道42号 和歌山県道9号岩出海南線 | 船尾         | 終点         |

### 沿線
- 海南港
- 海南市立黒江小学校